# ذا سكرايبت
ذا سكريبت (بالإنجليزية: The Script)‏ هي فرقة موسيقية أيرلندية تشكلت في عام 2001. جميع أعضائها من الذكور، ويبلغ عددهم ثلاثة أعضاء، وهم داني أودونوغيو ومارك شيهان وغلين باور.

## الأعضاء
- داني أودونوغيو
- مارك شيهان
- غلين باور

## الألبومات والأغاني المنفردة
أصدرت الفرقة ثلاثة ألبومات وثلاثة عشر أغنية منفردة.

### الألبومات
| السنة | اسم الألبوم    | ملاحظة                        |
| ----- | -------------- | ----------------------------- |
| 2008  | ذا سكريبت      | بالإنجليزية:The Script        |
| 2010  | العلم والإيمان | بالإنجليزية:Science And Faith |
| 2012  | #3             | بالإنجليزية:#3                |

### الأغاني المنفردة
| السنة | اسم الأغنية               | ملاحظة                                 |
| ----- | ------------------------- | -------------------------------------- |
| 2008  | نبكي                      | بالإنجليزية:We Cry                     |
| 2008  | الرجل الذي لا يمكن تحريكه | بالإنجليزية:The Man Who Can't Be Moved |
| 2008  | التعادل                   | بالإنجليزية: Breakeven                 |
| 2009  | أقنعك بالعدول عن الأمر    | بالإنجليزية:Talk You Down              |
| 2009  | قبل الأسوء                | بالإنجليزية:Before The Worst           |
| 2010  | للمرة الأولى              | بالإنجليزية:For The First Time         |
| 2010  | لا شيء                    | بالإنجليزية:Nothing                    |
| 2011  | إذا عدت                   | بالإنجليزية:If You Ever Come Back      |
| 2011  | العلم والإيمان            | بالإنجليزية:Science And Faith          |
| 2012  | قاعة الشهرة               |                                        |
| 2012  | 6 درجات من الإنفصال       | بالإنجليزية:Six Degrees Of Seperation  |
| 2013  | إذا استطعت رِؤيتي الآن     | بالإنجليزية:If you Could See Me Now    |
| 2013  | ميليونير                  | بالإنجليزية:Millionaires               |
| 2015  | ابطال خارقون              | بالإنجليزية:superheroes                |
| 2018  | طفل الحرية                | بالإنجليزية:freedom child              |

## الجوائز والترشيحات
| السنة | الحدث                            | الجائزة                      | النتيجة  |
| ----- | -------------------------------- | ---------------------------- | -------- |
| 2008  | جوائز الموسيقى العالمية          | العرض الإيرلندي الأكثر مبيعا | فـــــوز |
| 2009  | جوائز النيزك الإيرلندي الموسيقية | أفضل فرقة إيرلندية           | فـــــوز |
| 2009  | جوائز النيزك الإيرلندي الموسيقية | أفضل ألبوم - ذا سكريبت       | فـــــوز |
| 2009  | جوائز النيزك الإيرلندي الموسيقية | أفضل عرض بوب إيرلندي         | ترشـيـح  |
| 2010  | جوائز النيزك الإيرلندي الموسيقية | أفضل أداء مباشر              | فـــــوز |
| 2011  | جوائز بريت                       | أفضل فرقة عالمية             | ترشـيـح  |
| 2013  | جوائز بريت                       | أفضل فرقة عالمية             | ترشـيـح  |

## وصلات خارجية
- ذا سكرايبت على موقع IMDb (الإنجليزية)
- ذا سكرايبت على موقع ميوزك برينز (الإنجليزية)
- ذا سكرايبت على موقع رولينغ ستون (الإنجليزية)
- ذا سكرايبت على موقع أول ميوزيك (الإنجليزية)
- ذا سكرايبت على موقع ديسكوغز (الإنجليزية)

الموقع الإلكتروني